# Xestotrachelus
Xestotrachelus is een geslacht van rechtvleugeligen uit de familie Romaleidae. De wetenschappelijke naam van dit geslacht is voor het eerst geldig gepubliceerd in 1913 door Bruner.

## Soorten
Het geslacht Xestotrachelus  is monotypisch en omvat slechts de volgende soort:
- Xestotrachelus robustus (Bruner, 1911)